# Cédric Olivar
Cédric Olivar, né le 6 décembre 1995, est un judoka français.

## Carrière
Cédric Olivar évolue dans la catégorie des moins de 100 kg.
Il obtient la médaille d'argent aux Championnats du monde militaires 2018 à Rio de Janeiro, en tant que soldat de réserve de l'Armée de terre ainsi qu'aux Jeux mondiaux militaires d'été de 2019 à Wuhan.
Il est sacré champion de France en 2019 à Amiens, titre qu'il remporte une deuxième fois en 2024 à Chalon-sur-Saône.
Aux Championnats du monde de judo 2021 à Budapest, il remporte la médaille d'argent par équipes.
Il a commencé sa formation de judoka dans le club de Sérézin-du-Rhône, dans le département du Rhône.